# Landesfrauenrat Niedersachsen
Der Landesfrauenrat Niedersachsen e. V. (LFRN) mit Sitz in Hannover ist ein Zusammenschluss von über 60 Frauenverbänden und Frauenarbeitsgruppen gemischter Verbände in Niedersachsen. Er vertritt rund 2,2 Millionen Frauen aus unterschiedlichen gesellschaftlichen Bereichen. Der Landesfrauenrat ist ein eingetragener und gemeinnütziger Verein. Gemäß seiner Satzung ist er überparteilich und überkonfessionell.

## Geschichte
Der Landesfrauenrat Niedersachsen wurde 1970 von 21 Verbänden gegründet. Seitdem hat sich die Zahl der Mitgliedsverbände auf über 60 erhöht (Stand: Oktober 2022). Die größte Gruppe bilden die Berufsverbände, die ein Drittel der Mitglieder stellen. Dazu gehören unter anderem die Gruppierungen der Juristinnen und Ingenieurinnen sowie Berufsverbände aus dem Sozial- und Gesundheitsbereich.
In den 1990er Jahren schlossen sich Netzwerke und Projekte der neuen Frauenbewegung, wie Frauenhäuser und Beratungsstellen, dem LFRN an. Hinzu kamen die Zusammenschlüsse von Unternehmerinnen und Freiberuflerinnen.

## Ziele und Arbeitsweise
Der Landesfrauenrat Niedersachsen setzt sich für die Förderung der Gleichstellung der Geschlechter und für die Verwirklichung des in Artikel 3 Grundgesetz verankerten Gleichheits- und Gleichberechtigungsgebotes ein. Er stärkt das politische und gesellschaftliche Engagement von Frauen und Mädchen.
Diese Ziele verwirklicht er durch:
- Resolutionen und Stellungnahmen gegenüber Parlamenten, Behörden, Vereinen und Verbänden und sonstigen Institutionen in der Öffentlichkeit
- Informationsveranstaltungen, Seminare und Vorträge
- Kampagnen und Projekte
- Presse- und Öffentlichkeitsarbeit
- Vernetzung und Erfahrungsaustausch sowie Unterrichtung der Mitglieder über aktuelle Vorgänge

Organe des Landesfrauenrates Niedersachsen e. V. sind die Delegiertenversammlung und der Vorstand. Mitglied des Landesfrauenrates Niedersachsen e. V. können Frauenverbände und Frauengruppen gemischter Verbände werden, die von Bedeutung auf Landesebene Niedersachsens oder auf Bundesebene sind, den Zweck des Landesfrauenrates Niedersachsen e. V. anerkennen und deren Satzung mit diesem Zweck vereinbar ist. Aufgenommen werden auch Gruppierungen als beratende Mitglieder, die nicht alle Satzungsvoraussetzungen erfüllen oder regional tätig sind.
Auf Bundesebene ist der Landesfrauenrat Niedersachsen e. V. in der Konferenz der Landesfrauenräte (KLFR) vertreten, dem Zusammenschluss von 16 Landesfrauenräten.
Der Landesfrauenrat Niedersachsen erhält eine institutionelle Förderung durch das Niedersächsische Ministerium für Soziales, Gesundheit und Gleichstellung. Zudem finanziert er sich über Mitglieds- und Förderbeiträge sowie Spenden und Kooperationen.

## Vorsitzende
- 1970–1975: Paula Maeder (Deutscher Akademikerinnenbund)
- 1975–1979: Ilsa Reinhardt (Evangelische Frauenarbeit)
- 1979–1983: Brigitte Scheuermann (Deutscher Beamtenbund)
- 1983–1985: Anna-Paula Kruse (Landesverband der Clubs berufstätiger Frauen)
- 1986–1987: Antonia Wigbers (Deutscher Akademikerinnenbund)
- 1987–1990: Sabine Dolezalek (Weltorganisation der Mütter aller Nationen)
- 1993–1996: Ulrike Block-von Schwartz (Evangelische Frauenarbeit)
- 1996–2002: Christa Röder (Arbeitskreis der Kinderkrankenschwestern)
- 2002–2008: Ursula Thümler (Liberale Frauen)
- 2008–2011: Cornelia Könneker (Niedersächsischer LandFrauenverband Hannover)
- 2011–2014: Mechthild Schramme-Haack (Soroptimist International)
- 2014–2017: Cornelia Klaus (Frauen im Management)
- seit 2017: Marion Övermöhle-Mühlbach (Frauen Union der CDU)

## Projekte
- Podcast fifty fifty
- FrauenORTE Niedersachsen

## Mitgliedsverbände
- Arbeitsgemeinschaft der Berufstätigen Frauen in der CDA in Niedersachsen
- Arbeitsgemeinschaft Sozialdemokratischer Frauen, Landesverband Niedersachsen
- Arbeitsgemeinschaft Sozialdienst katholischer Frauen Niedersachsen
- Arbeitskreis Niedersächsischer Frauen- und Kinderschutzhäuser e. V.
- Berufsverband Kinderkrankenpflege Deutschland e. V.
- Bundesverband Sekretariat und Büromanagement e. V., Regionalgruppe Hannover
- Dachverband für Technologen/-innen und Analytiker/-innen in der Medizin Deutschland e. V., Landesvertretung Niedersachsen
- Deutscher Ärztinnenbund e. V., Regionalgruppe Hannover
- Deutscher Berufsverband für Pflegeberufe, Nordwest e. V.
- Deutscher Berufsverband für Soziale Arbeit e. V., Landesverband Niedersachsen
- Deutscher Evangelischer Frauenbund e. V., Landesverband Niedersachsen
- Deutscher Gewerkschaftsbund, Bezirksfrauenausschuss Niedersachsen
- Deutscher Ingenieurinnenbund e. V., Regionalgruppe Hannover
- Deutscher Juristinnenbund, Landesverband Niedersachsen
- Deutscher Verband Frau und Kultur, Gruppe Hannover
- Deutsches Rotes Kreuz Landesverband Niedersachsen e. V.
- Donum Vitae, Landesverband Niedersachsen e. V.
- Evangelische Frauenhilfe, Landesverband Braunschweig e. V.
- Evangelisches Dorfhelferinnenwerk Niedersachsen e. V.
- FidAR, Frauen in die Aufsichtsräte e. V.
- Frauen im Management e. V., Regionalgruppe Hannover
- Frauen Union der CDU in Niedersachsen
- Frauengruppe des Niedersächsischen Integrationsrates
- Frauenrat im Landkreis Cuxhaven e. V.
- Frauenräume in Celle e. V.
- Frauenselbsthilfe Krebs, Landesverband Niedersachsen/Bremen/Hamburg e. V.
- Frauenzentrum Frauen(t)räume Gifhorn e. V.
- GEDOK NiedersachsenHannover
- Hebammenverband Niedersachsen e. V.
- Jüdischer Frauenverein im Landesverband der Jüdischen Gemeinden von Niedersachsen
- Katholische Frauengemeinschaft Deutschlands, LAG Niedersachsen
- Katholischer Deutscher Frauenbund, Diözesanverband Hildesheim
- Kobra e. V.
- Konvent evangelischer Theologinnen in der ev.-luth. Landeskirche Hannovers
- LAG der autonomen Frauenhäuser Niedersachsen
- LAG evangelische Frauen- und Gleichstellungsarbeit in der Konföderation evangelischer Kirchen in Niedersachsen
- LAG Frauen Bündnis 90/Die Grünen, Landesverband Niedersachsen
- Landesrat LINKE Frauen in Die Linke Niedersachsen
- LandesSportBund Niedersachsen e. V.
- Landesverband Unternehmerfrauen im Handwerk Niedersachsen e. V.
- LandFrauenverband Weser-Ems e. V.
- Ländliche Erwachsenenbildung in Niedersachsen e. V.
- Lesbisch in Niedersachsen
- Liberale Frauen Niedersachsen
- Niedersächsischer Beamtenbund und Tarifunion, Landesfrauenvertretung
- Niedersächsischer LandFrauenverband Hannover e. V.
- Niedersächsisches Karrierenetzwerk für Frauen im öffentlichen Dienst
- Phoenix e. V.
- pro familia, Landesverband Niedersachsen e. V.
- Soroptimist International, Clubs in Niedersachsen
- Sozialverband Deutschland, Landesverband Niedersachsen e. V.
- Sozialverband VdK Niedersachsen-Bremen e. V.
- Verband alleinerziehender Mütter und Väter, Landesverband Niedersachsen e. V.
- Verband deutscher Unternehmerinnen e. V., Landesverband Niedersachsen
- Verbund der niedersächsischen Frauen- und Mädchenberatungsstellen gegen Gewalt e. V.
- Verein katholischer deutscher Lehrerinnen e. V., Landesverband Niedersachsen
- Verein Niedersächsischer Bildungsinitiativen e. V.
- Verein zur Förderung der Frauenpolitik in Niedersachsen e. V.
- Volksbund Deutsche Kriegsgräberfürsorge e. V.
- ZONTA International, Niedersächsische Clubs